# Hafford
Hafford is een plaats (town) in de Canadese provincie Saskatchewan en telt 360 inwoners (2006).